# Dao (wapen)

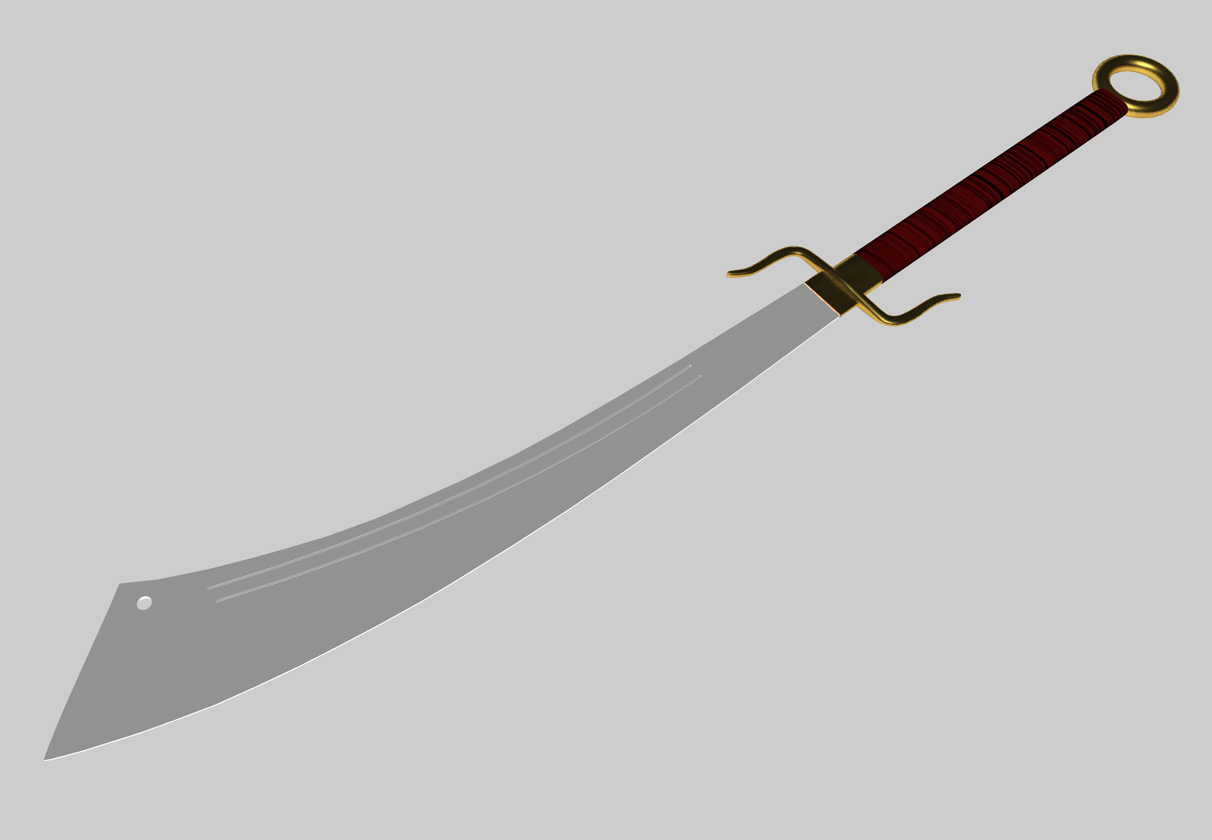
Dadao in 3D animatie

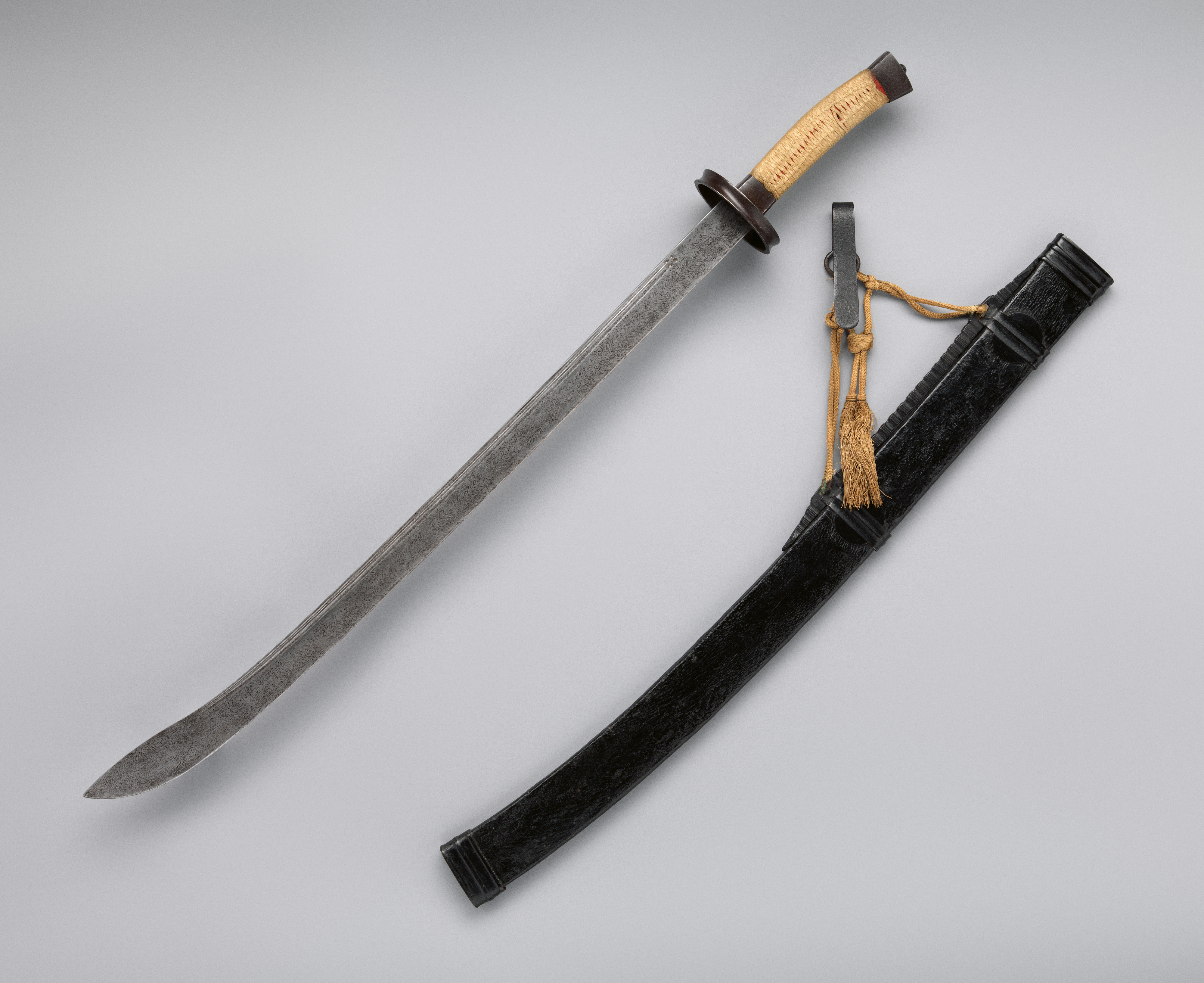
Een Chinese Dao en schede uit de 18e eeuw

Dāo zijn Chinese zwaarden die aan één kant geslepen zijn en hoofdzakelijk worden gebruikt voor klieven en hakken. De meest bekende vorm staat ook bekend als de Chinese sabel, hoewel die met een bredere kling ook wel Chinese breedzwaarden worden genoemd. In China wordt de dao beschouwd als een van de vier traditionele wapens, samen met de gùn (stok of staf), qiāng (speer) en jiàn (zwaard). Het wordt beschouwd als "De Generaal van alle wapens".

## Naam
In het Chinees kan het woord 刀 dāo worden gebruikt voor alle wapens waarvan het lemmet aan één kant geslepen is en het verwijst meestal naar messen. Ook kan het verwijzen naar de mesvormige munten die in het antieke China werden gebruikt. De term wordt daarom soms vertaald als mes of zwaardmes. Toch wordt met het woord dāo binnen de Chinese vechtsport en in militaire context meestal verwezen naar de grotere "zwaard" versies van de dāo.

## Algemene eigenschappen
Hoewel dāo door de eeuwen heen vele verschillende vormen hebben gekend, delen de meeste eenhandige dāo uit de Ming-periode en later, en de moderne zwaarden die daar (soms losjes) op zijn gebaseerd, een aantal eigenschappen. De kling van de dāo is enigszins gekromd en aan één kant geslepen, hoewel vaak ook een aantal centimeter aan de keerzijde wordt geslepen. De lichte kromming zorgt dat het% zwaard effectiever is bij het slaan. Heften staan soms in een hoek in tegenovergestelde richting van de kromming van de kling waardoor bepaalde snijd- en slagtechnieken beter zijn uit te voeren. Meestal wordt koord om het hout van het heft gewonden. Er kan ook een gat in het heft aanwezig zijn om snoeren aan te bevestigen net als bij de jiàn (recht Chinees zwaard), hoewel aan moderne zwaarden voor optredens eerder flossen of doeken worden bevestigd. De stootplaat is meestal schijfvormig, met een rand om te zorgen dat er geen regenwater in de schede terechtkomt en om te zorgen dat bloed niet over het heft loopt, zodat men meer grip heeft. Soms bestaat de stootplaat uit een dunner stuk metaal in een s-bocht, waarbij het onderste gedeelte van de bocht de knokkels van de gebruiker beschermt. De stootplaat heeft zelden dezelfde vorm als die van de jiàn.
Andere varianten op het basisontwerp zijn onder meer de grotere bāguà dāo en de púdāo, die nog het meest weg heeft van een hellebaard.

## Vroege geschiedenis
De oudste dāo komen uit de Shang-dynastie in het Bronzen Tijdperk van China en worden 直背刀 zhíbèidāo genoemd ('messen met een rechte rug'). Zoals de naam suggereert, waren dit wapens met een recht of licht gekromd lemmet dat aan één kant geslepen was. Hoewel ze oorspronkelijk van brons werden gemaakt, werden ze later, tegen het einde van de Strijdende Staten-periode, van ijzer of staal gemaakt toen de metaalkundige kennis ver genoeg gevorderd was om het koolstofgehalte goed te kunnen bepalen. Eerst werd de dāo minder gebruikt als militair wapen dan de jiàn, het rechte dubbelzijdige Chinese zwaard. Later werd de dāo populair onder de cavalerie tijdens de Han-dynastie vanwege zijn stevigheid, superioriteit als slagwapen en relatieve gebruiksgemak. Men zei wel dat het een week duurde om de dāo 'sabel' te leren beheersen, een maand om de qiāng 'speer' onder de knie te krijgen en een jaar om de jiàn 'recht zwaard' te leren gebruiken. Kort daarna werd de dāo ook voor infanterie in gebruik genomen, waarmee het langzaam de jiàn als standaard wapen zou gaan vervangen. De dāo uit de late Han-dynastie had ronde grepen en ringvormige pommels, en was tussen de 85 en 114 centimeter lang. Deze wapens werden gebruikt in combinatie met rechthoekige schilden.
Tegen het einde van de periode van de Drie Koninkrijken had de enkelzijdige dāo de jiàn bijna helemaal vervangen op het slagveld. De jiàn werd vanaf dat moment gezien als een zelfverdedigingswapen voor de aristocratische geleerde elite, als onderdeel van de hofkledij. Tijdens de Tweede Chinees-Japanse Oorlog en de Tweede Wereldoorlog werden de Dao ingezet samen met de Miao Dao om Japanners tegen te lijf te gaan.